# Forum Copenaghen
Il Forum Copenaghen, noto anche come Forum Copenhagen (in danese: Forum København), è un'arena polifunzionale coperta di Frederiksberg, in Danimarca.

## Storia
L'11 agosto 1925 la commissione per i lavori pubblici autorizzò la costruzione dell'edificio, progettato dall'architetto Oscar Gundlach-Pedersen che iniziò il 25 settembre successivo alla presenza del Ministro di Stato danese Thorvald Stauning.Poul Henningsen, designer e architetto danese, disegnò invece l'impianto di illuminazione con le tipiche lampade PH.
I lavori si conclusero nel giro di un anno e l'edificio fu inaugurato il 20 febbraio 1926 con un salone dell'automobile.
Durante la seconda guerra mondiale, in seguito all'occupazione della Danimarca, l'edificio fu utilizzato come alloggio per i soldati tedeschi, perciò il gruppo di resistenza Holger Danske, nell'ambito di un'operazione di sabotaggio, lo distrusse completamente il 24 agosto 1943. Il Forum fu ricostruito nel 1947 e subì nel 1997 un profondo restauro del soffitto al fine di migliorare l'acustica durante i concerti.

## Eventi

### Musica
L'edificio, dalla sua inaugurazione, ha ospitato svariati concerti. Il primo fu l'unica tappa danese della cantante statunitense Janet Jackson durante il suo Janet. World Tour nel 1995. Jackson vi tornò tre anni dopo durante il Velvet Rope Tour del 1998.
Il Forum ospitò inoltre la prima edizione del Junior Eurovision Song Contest nel 2003.

### Sport
L'edificio ospitò le prime 40 edizioni della Sei giorni di Copenaghen.